# Коридор бессмертия
«Коридор бессмертия» (англ. Convoy 48. The war train. — «Конвой 48 — военный поезд») — российская военная драма Фёдора Попова. В главных ролях Артём Алексеев и Анастасия Цибизова. Выход на широкий экран в России состоялся 8 мая 2019 года.

## Сюжет
Фильм рассказывает о молодой девушке, Марии Яблочкиной, во время Великой Отечественной войны отправляющейся на железнодорожные курсы, а потом, рискуя жизнью, — на строительство Шлиссельбургской магистрали, которая предназначалась для доставки в осаждённый Ленинград продовольствия и военного снаряжения.
Картина «Коридор бессмертия» основана на подлинных событиях Великой Отечественной войны, а прототипами главных героев стали реальные участники обороны Ленинграда. В основу сюжета легли события 1943 года, сыгравшие решающую роль в окончательном снятии блокады.
Фильм раскрывает малоизвестные факты о строительстве и работе железнодорожной магистрали, взявшей на себя основную тяжесть перевозок и доставившей в осажденный город 75 % военного снаряжения и продовольствия. Железная дорога длиной в 33 километра была проложена вдоль левого берега Невы и южного побережья Ладожского озера между станциями Шлиссельбург и Поляны за 17 дней и работала вплоть до полного освобождения города в январе 1944 года. Съёмки проходили в Санкт-Петербурге, на озере Ильмень в Новгородской области, на военном полигоне в городе Луге Ленинградской области.

## Съёмки
Федор Попов, автор сценария, режиссёр, продюсер:
«Главная особенность фильма в том, что он основан на реальных событиях и документах. Конечно, фильм художественный, и потому в нём присутствует художественный вымысел, но прототипы наших героев — реальные, конкретные люди»
Сценарий для исторического фильма подготовил Дмитрий Каралис, чьи родители пережили блокаду, а отец водил поезда по «коридору» и работал политруком в 48-й колонне, которая была спецподразделением этой ветки. Историческим и литературным консультантом фильма выступил писатель, фронтовик, и Почётный гражданин Петербурга Даниил Гранин.

Гранин читал сценарий «Коридора бессмертия», и первая его реакция, которую я помню: «Девочки настоящие, я знал таких»— режиссёр Федор Попов
 Гранин приезжал в декабре 2015 года на съёмочную площадку фильма, было холодно и он замёрз. С режиссёром Федором Поповым и сценаристом Дмитрием Каралисом они зашли в ресторан и писатель произнес:
А вы знаете, чем отличается блокадный Ленинград от сегодняшнего Петербурга? Тишиной.
Многие детали блокадного быта поправил во время съемок именно Даниил Гранин.

Как вели себя люди, как одевались. Как закутывались кто во что горазд, как валенки были большой редкостью, и хорошо, если удавалось добыть их, пусть и большего размера. Помню, в последний раз — мы были у него в конце мая — я показал Даниилу Александровичу снятый материал, и он обратил внимание, что у нас в кадре пару раз прикуривали от спички. Он заметил, что спички были дефицитом, поэтому в ходу больше были зажигалки. После этого у нас были досъёмки в павильоне, и я реквизиторам дал задание найти зажигалки того времени. — режиссёр Федор Попов

## Историческая справка
С сентября 1941 года советское военное командование предпринимало многочисленные попытки прорвать блокаду Ленинграда. Лишь 18 января 1943 года силами Ленинградского и Волховского фронтов было прорвано кольцо блокады в районе Рабочего поселка и Шлиссельбурга. Вечером того же дня Государственный комитет обороны СССР принял решение о строительстве железнодорожной магистрали на отвоеванном участке. Она должна была соединить внутреннюю блокадную сеть железных дорог с внешней, ведущей на Волховстрой и далее на восток страны. Пять тысяч человек днём и ночью рубили деревья, заготавливали шпалы, подвозили и подносили рельсы. Строительство велось в тяжелейших условиях и под прицельным огнём врага, так как почти вся трасса просматривалась фашистами с близких Синявинских высот. Враг методично и довольно точно обстреливал каждый её километр.
Машинам там было не пройти. Грунт приходилось таскать в трофейных мешках с карьеров, возить на санках и кусках кровельного железа. Ссыпали его в хлюпающее болото. Поверху настилали клети из бревен, вмораживали рельсы. Несмотря на нечеловеческие испытания, железная дорога длиной в 33 километра была построена всего за 17 дней. Она проходила вдоль левого берега Невы и южного побережья Ладожского озера между станциями Шлиссельбург и Поляны и имела 2 промежуточные станции. Дорога пересекала несколько рек (Неву, Назию и Чёрную), строителям пришлось возвести 3 деревянных моста. Особенно трудно дался ленинградцам свайно-ледовый мост через Неву напротив Шлиссельбурга, у начала Староладожского канала, где ширина реки равнялась 1050 м. Течение реки сносило сваи. Мост-эстакаду строили полукругом, выгнутой стороной навстречу мощному потоку Невы. Это удлинило мост до 1300 м, но делало его более прочным. В дно реки копрами забивали сваи, поверх льда вмораживали шпалы, на них укладывали рельсы. В сутки давали по 100 погонных метров готовой эстакады. Этот подвиг был совершён преимущественно женщинами, которые, невзирая на голод, холод и страх, трудились сутками, чтобы установить железнодорожное сообщение между Ленинградом и Большой землёй.
Для обслуживания трассы была создана 48-я паровозная колонна особого резерва НКПС. Машинистов не хватало — их разыскивали на фронте и самолётами доставляли в осаждённый город. Девчонки с косичками, вчерашние ленинградские школьницы с комсомольскими значками на ватниках стали кочегарами и стрелочниками, кондукторами и помощниками машинистов. Отправляясь в очередной рейс, они не знали, вернутся ли живыми. Эту трассу сами железнодорожники окрестили «коридором смерти». Работать на ней было опаснее, чем сражаться на фронте. Здесь людям негде было укрыться, не было возможности отстреливаться, а фашисты прямой наводкой стреляли по поездам и бомбили с воздуха. Первые поезда с продовольствием и боеприпасами продвигались по коридору только ночью, с притушенными огнями. На Синявинских высотах, на 50 метров выше коридора, по-прежнему сидели вражеские наблюдатели. Сильнейшие авиационные прожектора, звукоуловители, позволяли засечь поезд, едва он въезжал на свайно-ледовую переправу через Неву. Начинался ураганный огонь, немцы могли бить прямой наводкой и охотились за каждым составом.
Судьба транспортного коридора определяла судьбу Ленинграда — внутри блокадного кольца почти два миллиона человек ждали помощи. К концу мая Шлиссельбургская трасса взяла на себя основную тяжесть перевозок: в Ленинград стало приходить до 35 поездов в сутки. За время работы по Шлиссельбургской магистрали в Ленинград было доставлено 75 % всех грузов. Это позволило героическому городу выстоять, накопить силы и разбить у своих стен врага в январе 1944 года.

## В ролях
| Актёр                          | Роль                                |
| ------------------------------ | ----------------------------------- |
| Артём Алексеев                 | Георгий Иванович Фёдоров            |
| Анастасия Цибизова             | Маша Яблочкина                      |
| Светлана Смирнова-Кацагаджиева | Соня Вишневская                     |
| Саара Кадак                    | Катя Берёзка                        |
| Татьяна Лялина                 | Зоя Липочкина                       |
| Дарья Екамасова                | Клавдия Ивановна Черёмуха           |
| Игорь Ясулович                 | Петрович                            |
| Артём Мельничук                | Кеша                                |
| Александр Яценко               | Альфред Багдадский                  |
| Анатолий Горячев               | Алексей Иванов-Стальной             |
| Александр Обласов              | Евдоким Петрович Собакин            |
| Тагир Рахимов                  | Николай Иванович Кошелев            |
| Хавьер Кальво                  | Хулио Родригес                      |
| Александр Коротков             | Кузнецов, секретарь горкома         |
| Иван Шибанов                   | Кондратьев, капитан госбезопасности |
| Алина Полякова                 | Лена, командир зенитного расчёта    |
| Михаил Хмуров                  | Саламбеков                          |
| Валерий Кухарешин              | Феликс Давыдович                    |
| Алексей Федькин                | Леонид Говоров                      |
| Игорь Чигасов                  | Клим Ворошилов                      |
| Иван Гришанов                  | Иван Георгиевич Зубков              |
| Андрей Харыбин                 | Андрей Александрович Жданов         |
| Сергей Васильев                | Сержант Руденко                     |

## Премьера
Фильм был представлен на предпремьерном показе на киностудии «Лендок» 15 декабря 2018 года. Ленту о малоизвестных эпизодах блокады первыми увидели ветераны Великой Отечественной войны. Кроме ветеранов войны исторический фильм посмотрели и немногие оставшиеся в живых участники событий, которые лично прошли «коридором смерти», когда служили в паровозных колоннах особого резерва Народного комиссариата путей сообщения.
27 января 2019 года, в День воинской славы России — День полного освобождения Ленинграда от фашистской блокады организован показ при поддержке Главного военно-политического управления Вооруженных Сил Российской Федерации и участии Департамента культуры Министерства обороны Российской Федерации в зале киноконцерна «Мосфильм».

## Награды
- 2005 — VI Международный телекинофорум «Вместе» — Специальный приз «Литературной газеты» за сценарий фильма (Дмитрию Каралису)[12]